# アンディ・エイバッド
ファウスト・アンドレス・エイバッド（Fausto Andres Abad, 1972年8月25日 - ）は、アメリカ合衆国フロリダ州ウェストパームビーチ出身の元プロ野球選手（外野手および内野手）。左投げ左打ち。

## 経歴
ミドルジョージア短大からボストン・レッドソックスにドラフト16巡目に指名され、1993年に入団するも、一度もメジャーでプレーすることはなく、2000年に大阪近鉄バファローズのオファーを受け来日。「実力はトニー・タラスコ（当時阪神タイガース）より上」と言われたものの、当時の近鉄の1軍には「最強外国人コンビ」と言われたタフィ・ローズとフィル・クラークがいたため、外国人枠(当時は投手、野手それぞれ同時登録最大2人)の関係で、しばらくの間を二軍で過ごすことになる。
しかし、2000年7月、対オリックス・ブルーウェーブ戦でクラークが手首に死球を受けて骨折、長期離脱で1軍登録を抹消されると、枠が空いたこともあり、一軍昇格される。クラークの穴を埋めてくれるものと期待されたが、長打力も打率もクラークにはるか及ばず、シーズン終盤にはベンチウォーマーとなり、同年シーズンオフに解雇となった。
その後帰国し、2000年のシーズンオフにオークランド・アスレチックスと契約。2001年にわずか1試合1打数ではあるが、28歳にしてようやくメジャーデビューを果たす。
その後、フロリダ・マーリンズのマイナーを経由して2003年の開幕前には古巣のレッドソックスに移籍。この年は9試合に出場し、メジャー初安打を記録した。2004年、2005年はメジャーでプレーする機会がなかったが、2006年はシンシナティ・レッズでプレー。2008年にはメキシカンリーグでプレーし、この年限りで現役を引退した。
知的な佇まいを備えた風貌で、眼鏡をかけていたこともあった。

## 詳細情報

### 年度別打撃成績
| 年 度    | 球 団    | 試 合 | 打 席 | 打 数 | 得 点 | 安 打 | 二 塁 打 | 三 塁 打 | 本 塁 打 | 塁 打 | 打 点 | 盗 塁 | 盗 塁 死 | 犠 打 | 犠 飛 | 四 球 | 敬 遠 | 死 球 | 三 振 | 併 殺 打 | 打 率 | 出 塁 率 | 長 打 率 | O P S |
| -------- | -------- | ----- | ----- | ----- | ----- | ----- | -------- | -------- | -------- | ----- | ----- | ----- | -------- | ----- | ----- | ----- | ----- | ----- | ----- | -------- | ----- | -------- | -------- | ----- |
| 2000     | 近鉄     | 32    | 102   | 92    | 7     | 15    | 1        | 0        | 4        | 28    | 13    | 0     | 0        | 0     | 1     | 9     | 0     | 0     | 17    | 1        | .163  | .235     | .304     | .540  |
| 2001     | OAK      | 1     | 1     | 1     | 0     | 0     | 0        | 0        | 0        | 0     | 0     | 0     | 0        | 0     | 0     | 0     | 0     | 0     | 0     | 0        | .000  | .000     | .000     | .000  |
| 2003     | BOS      | 9     | 19    | 17    | 1     | 2     | 0        | 0        | 0        | 2     | 0     | 0     | 1        | 0     | 0     | 2     | 0     | 0     | 5     | 1        | .118  | .211     | .118     | .328  |
| 2006     | CIN      | 5     | 5     | 3     | 0     | 0     | 0        | 0        | 0        | 0     | 0     | 0     | 0        | 0     | 0     | 2     | 0     | 0     | 0     | 0        | .000  | .400     | .000     | .400  |
| NPB：1年 | NPB：1年 | 32    | 102   | 92    | 7     | 15    | 1        | 0        | 4        | 28    | 13    | 0     | 0        | 0     | 1     | 9     | 0     | 0     | 17    | 1        | .163  | .235     | .304     | .540  |
| MLB：3年 | MLB：3年 | 15    | 25    | 21    | 1     | 2     | 0        | 0        | 0        | 2     | 0     | 0     | 1        | 0     | 0     | 4     | 0     | 0     | 5     | 1        | .095  | .240     | .095     | .335  |

### 記録
NPB
- 初出場・初先発出場：2000年4月7日、対千葉ロッテマリーンズ1回戦（大阪ドーム）、5番・指名打者として先発出場
- 初安打・初打点：同上、4回裏に黒木知宏から中前2点適時打
- 初本塁打：2000年4月12日、対日本ハムファイターズ2回戦（東京ドーム）、5回表に山下勝己の代打として出場、建山義紀から右越2ラン

### 背番号
- 44（2000年）
- 30（2001年）
- 53（2003年）
- 54（2006年）